# Musicalische Compagney
Die Musicalische Compagney ist ein Ensemble für Alte Musik mit Sitz in Berlin.
Das Ensemble wurde 1972 von Holger Eichhorn zunächst als Bläserquartett für Zink und drei Posaunen gegründet. Seit 1974 konzertiert es unter dem Namen Musicalische Compagney. Die Besetzung besteht vorwiegend aus Zinken, Violinen, Posaunen, Dulzianen, Chitarronen und Orgel. Schwerpunkt des Ensembles ist die vokal-instrumentale Musik des 17. Jahrhunderts.
Die Interpretationen des Ensembles wurden u. a. durch Radio Bremen, RIAS, dem Hessischen sowie Bayerischen Rundfunk dokumentiert.

## Tondokumente
- Sonate & Canzoni. Thorofon.
- Musicali Melodie. Thorofon.
- L'art de l'orgue positif de table. Arion.
- Heinrich Schütz: Symphoniae Sacrae. Arion.
- Matthias Weckmann: Zehn Sonaten für das Hamburger Collegium Musicum mit 3 und 4 Instrumenten und Bc. Thorofon.
- Sonate Concertate. Vienno-Venezianische Instrumentalmusik des 17. Jahrhunderts. Teldec.
- Fiori Concertati. Italienische Instrumentalmusik des 17. Jahrhunderts. Teldec.
- Confetti Musicali. Sonaten, Ostinati und Tänze von B. Marini, G. Picchi, M. Uccellini. Teldec.
- Heinrich Schütz: Weihnachtshistorie. Musikproduktion Dabringhaus & Grimm.
- Heinrich Schütz: Liebe und Klage. Hochzeits-Concerti, Dialoge und Hohe-Lied-Kompositionen. Musikproduktion Dabringhaus & Grimm.
- Banchetto Musicale. Intraden und Tänze von J.H. Schein, I. Posch, H.L. Hassler, M. Franck, M. Praetorius. Musikproduktion Dabringhaus & Grimm.
- Heinrich Schütz und Giovanni Gabrieli: Psalmen, Concerti und Motetten. Musikproduktion Ambitus.
- Johann Rosenmüller: Venezianische Vespermusik. Musikproduktion Ambitus.
- Heinrich Schütz: Geistliche Chormusik. Zusammen mit dem Tölzer Knabenchor. Capriccio.
- Et in Terra Pax. Festconcerte zum Westfälischen Frieden von T. Selle, P.F. Böddecker, J.A. Herbst, H. Schütz.
- Gabrieli superiore. Motetten, Canzonen, Kontrafakturen aus Giovanni Gabrielis Spätwerk deutscher Quellen. CD-Querstand.
- Orlando di Lasso: Bußpsalmen. Zusammen mit dem Tölzer Knabenchor, Capriccio.